# Vĩnh Long
Vĩnh Long è la capitale provinciale della provincia omonima, in Vietnam.
Dal punto di vista amministrativo, è equiparabile a un distretto (huyện), che nel 2019 contava 137.870 abitanti su una superficie di 48 km².

## Storia
La città era originariamente nota come Long Ho. Nel 1814 il re Gia Long costruì la cittadella di Vĩnh Long. La città venne ribattezzata con il suo nome attuale nel 1876.
Il 17 luglio 2007 Vĩnh Long è stata riconosciuta come città di III livello, per poi diventare città di II livello nel 2020.